# Richard Reader Harris
Richard Reader Harris, K.C. (* 5. Juli 1847 in Worcester; † 30. März 1909 in London) war ein englischer Barrister, King's Counsel und Master of the Bench am Gray’s Inn. Daneben war er ein methodistischer Pastor, Gründer der Pentecostal League of Prayer und Autor von 34 Büchern. Bekannt ist er für die Theorie des Anglo-Israelismus, wonach die Menschen in Westeuropa die Abkömmlinge der Verlorenen Stämme Israels (Ten Lost Tribes) seien.

## Leben
Harris arbeitete anfangs als Bauingenieur für die Great Western Railway (GWR) und die Great Eastern Railway (GER), bevor er Chefingenieur der Republic of Bolivia wurde. Als er 1883 nach London zurückkehrte, machte er eine Ausbildung als Anwalt  und wurde bei Gray’s Inn berufen (Called to the bar). Dort wurde er später einer der angeseheneren Anwälte (elected to the Bench).
Als Jugendlicher hatte Harris liberale Ansichten über das Christentum. Dann wandte er sich Charles Bradlaughs Ethical Society zu. Bradlaugh, ein Atheist, machte sich über Christen lustig, die unmoralisch lebten, während er Vorlesungen über biblische Texte hielt und von seinen Zuhörern forderte, dass sie sich an die Lehren hielten, die in der Bergpredigt dargelegt werden. Harris verpflichtete sich als Mitglied des puritanischen Flügels der Ethical Society, weder zu rauchen noch zu trinken.
Bekehrung
Als Harris 1880 Mary Griffin Bristow heiratete, bekehrte er sich zum Christentum. Gleichzeitig öffnete ihm der hohe soziale Status der Familie seiner Braut Zugang zur Oberschicht der Gesellschaft in London.
Pentecostal League of Prayer
1891 gründete er zusammen mit seiner Frau die Pentecostal League of Prayer, eine überkonfessionelle Vereinigung von Christen, die sich im Sinne der Heiligungsbewegung zum Gebet zusammenschlossen. 1912 hatte sie 150 Missionen in Großbritannien und 12 im Ausland. Reader Harris gab im Auftrag der League die Zeitschrift Tongues of Fire heraus. Nach seinem Tod führten seine Frau und der Evangelist Oswald Chambers die Arbeit weiter.
Als Harris’ Anhänger David Thomas 1906 mit der International Holiness Mission eine eigene Pfingstkirche gründete, widersprach Harris, weil er die Anliegen der Heiligungsbewegung weiterhin in den bestehenden Denominationen verwirklicht sehen wollte. Das Phänomen der Zungenrede unterstütze er jedoch mit Hinweis auf das zweite Kapitel in der Apostelgeschichte Apg 2,6–12 . Im November 1907 schrieb er:
„Es ist nichts falsches daran, in Zungen zu sprechen; es war das Privileg der frühen Kirche, und es kann auch das Privileg jedes beliebigen Gläubigen heute sein.“
Tod
Am 25. März 1909 erlitt er einen Schlaganfall und fiel in seinem Haus in London ins Koma. Er verstarb vier Tage später. Am 6. April wurde er auf dem West Norwood Cemetery beigesetzt, wo mehr als zweitausend Menschen seiner Beerdigung beiwohnten.

## Verlorene Stämme Israels
1907 veröffentlichte Reader Harris das Buch The Lost Tribes of Israel, in dem er seine Überzeugung entfaltete, wonach die Anglo-Saxons Nachkommen der Zehn verlorenen Stämme Israels seien:
Die Schriften sind so, dass es mir scheint, dass es in dem Streit starke Indizien gibt, die für jene sprechen, die glauben, dass in der Anglo-Saxonischen Rasse Gott heute die Nachkommen des Hauses Israel besitzt. Wenn das wahr ist, trägt das enorm zu unserer Verantwortung bei, und öffnet vor uns einen Weg, den keine menschliche Zunge beschreiben kann, von geistlichen Möglichkeiten, zeitlichen Möglichkeiten, nationalen Möglichkeiten und universellen Möglichkeiten.